# フリカセ

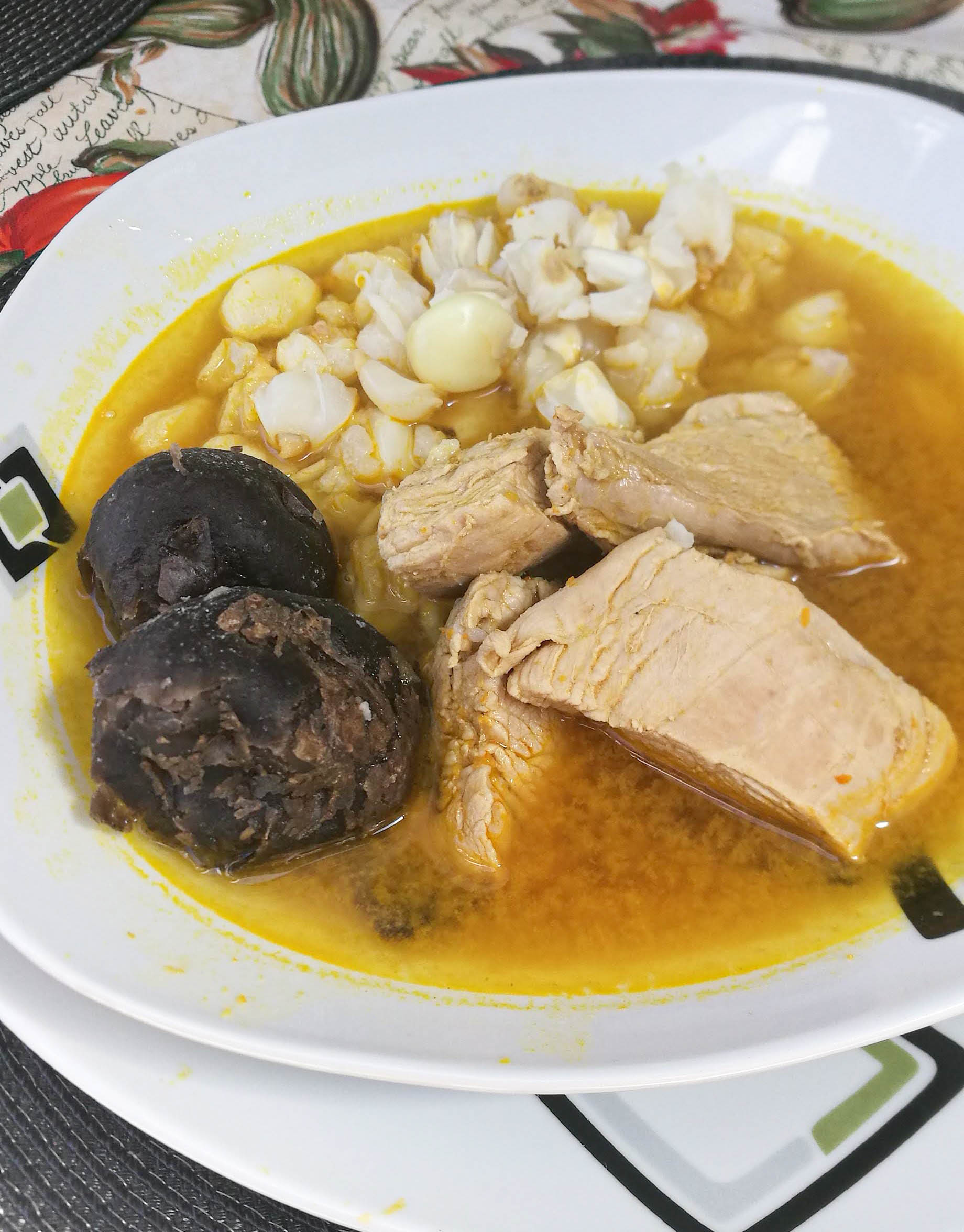
フリカセの例

フリカセ（スペイン語: fricasé）は、ボリビアの代表的な肉料理。
厚めに切った豚肉を炒め、タマネギやニンニクと共に少し辛いスープで長時間煮込む料理である。ボリビアでは豚肉は高級食材であるので、通常時は安価は鶏肉を用いてフリカセを作り、豚肉を用いた本格的なフリカセはパーティーを開催したさいなどの特別なときに作られる。煮込むスープは澄んでいることもあれば、唐辛子で真っ赤になっていることもある。
ボリビアの死者の日では故人が好んでいた食べ物を準備することになっているが、フリカセはよく作られている。